# Jiah Khan
Jiah Khan właściwie Nafisa Khan (ur. 20 lutego 1988 w Nowym Jorku w USA, zm. 3 czerwca 2013) – brytyjsko-indyjska aktorka, występująca w produkcjach bollywoodzkich.
Jej najważniejszą rolą był występ w Nishabd u boku Amitabha Bachchana. Film ten był wolną adaptacją kontrowersyjnej powieści Vladimira Nabokova Lolita.
3 czerwca 2013 r., została znaleziona martwa w swoim mieszkaniu Sagar Sangeet w Juhu, w Mumbaju. Przyczyną śmierci było prawdopodobnie samobójstwo. Według relacji bliskich aktorka zmagała się z problemami w życiu prywatnym i depresją.

## Filmografia
- 1998: Dil Se jako młoda Meghna
- 2007: Cichy
- 2008: Ghajini Sunita
- 2010: Housefull Devika